# Serpentine (Australië)
Serpentine is een plaats in de Australische deelstaat Victoria en telt 380 inwoners (2006).